# Rue du Jardin-des-Plantes
La rue du Jardin-des-Plantes est une voie du quartier des pentes de la Croix-Rousse dans le 1er arrondissement de Lyon, en France.

## Situation et accès
La rue débute rue Burdeau, en face de la montée des Carmélites et juste à côté de la rue de l'Annonciade, elle est traversée par la montée de l'Amphithéâtre et se termine rue Terme. La circulation se fait dans les deux sensavec les lignes    C13 C18 qui passe par cette rue avec l'arrêt de bus Mairie du 1er.

## Origine du nom
Ce nom vient du jardin des plantes de Lyon qui était situé à cet endroit.

## Histoire
En 1296, Blanche de Chalon, fille de Jean Ier de Chalon, duc de Bourgogne, et veuve de Guichard IV, seigneur de Beaujeu et connétable de France, puis veuve de Béraud IX, seigneur de Mercœur, achète un terrain puis fait bâtir une abbaye.
En 1304, elle fait don aux religieuses du couvent de la Déserte, des maisons et possessions qu’elle y possède, les vignes, rentes, et droits sur les maisons situées rues de l'Herberie et Écorchebœuf. Les terrains du monastère étaient entre les rues Neyret au nord et Sergent-Blandan au sud, et la montée des carmélites et la montée de la Grande-Côte à l'ouest et à l'est. L'abbaye est supprimée par la révolution française.
Par un arrêté, Joseph Clément Poullain de Grandprey (1744-1826) décide, en l'An V, de la création d'un jardin des plantes à Lyon dans l’ancien clos des religieuses de la Déserte. C'est l'architecte paysagiste lyonnais Jean-Marie Morel (1728-1810) jardinier du prince de Conti, qui en dresse le plan en 1804. Le docteur Jean-Emmanuel Gilibert (1741-1814) en devient le premier directeur.
En 1858, le jardin botanique est définitivement transféré dans le jardin botanique du Parc de la Tête d'or. On ouvre sur ce terrain une rue qui relie la rue Terme à la rue de l'Annonciade et on prolonge la rue Burdeau, le reste devient un square. Cette nouvelle rue reçoit le nom de rue du jardin des plantes le 13 novembre 1863.